# María Abradelo
María Emilia Abradelo Patón, conocida artísticamente como María Abradelo (Madrid, 10 de octubre de 1969), es una presentadora y actriz española.

## Trayectoria
Hija de la cantante Isabel Patton y del que fuera jefe de programación de Radio Nacional de España, Ángel Abradelo, su andadura artística comenzó como presentadora de Canal Sur en el programa Pa que veas, junto a su hermana Romy Abradelo. 
Después pasó por programas de TVE como Cine por un tubo o Tango. En 1991 fue contratada como azafata en el programa Un, dos, tres... responda otra vez de Chicho Ibáñez Serrador, donde permaneció dos etapas, y donde cantaba en las actuaciones.
En el verano de 1993 fue fichada por Telecinco para presentar el programa Ven a cantar y después se incorporó como presentadora fija de la cadena en espacios como La batalla de las estrellas y Campeones de la playa (1994). En Televisión Española presentó el programa de humor A toda risa (1999).
Como actriz, Abradelo ha intervenido en series de televisión como Hermanos de leche (1994-1995) de Antena 3, Carmen y familia de TVE o La revista de José Luis Moreno también en TVE. También ha intervenido en espectáculos como ¡Cinco minutos nada menos!, con Loreto Valverde y Jesús Cisneros, El águila de fuego, con María José Cantudo y Alberto Closas Jr. o Cómo están las mujeres, con Loreto Valverde y Carlos Lozano.
En cine, intervino en una coproducción mexicana de título La nena quiere irse a Londres y ha participado en el film Freedomless de Xoel Pamos; en teatro ha protagonizado Yola junto a su hermana Romy Abradelo y Pantaleón y las visitadoras junto a Fernando Guillén y Carmen Grey. Más tarde fue fichada por Canal Nou donde ha presentado el programa Canta Canta y el infantil Babalá durante varias temporadas consecutivas. Tras esto, en los veranos presenta programas de karaoke tanto en CMM TV como en Canal Sur.
En 2005, María Abradelo también participó en La isla de los famosos.
En 2007 colaboró en la presentación del Festival de la Canción de Eurovisión y en la presentación del programa Noche sensacional junto a Andoni Ferreño y Mar Saura. Ese mismo año, José Luis Moreno la contrató para presentar el programa de fin de año en algunas autonómicas como Canal Nou y CMM TV, junto a Mabel Lozano y Rubén Sanz.
En 2008 estrenó el concurso El picú en Canal Nou, un programa de carácter musical que se emitió en las sobremesas.
En 2013 intervino como concursante en el telerealidad de Cuatro Expedición imposible junto a su hermana Romy.
En 2014 estrenó el concurso musical Canta con Abradelo en el Canal 7 Televalencia.

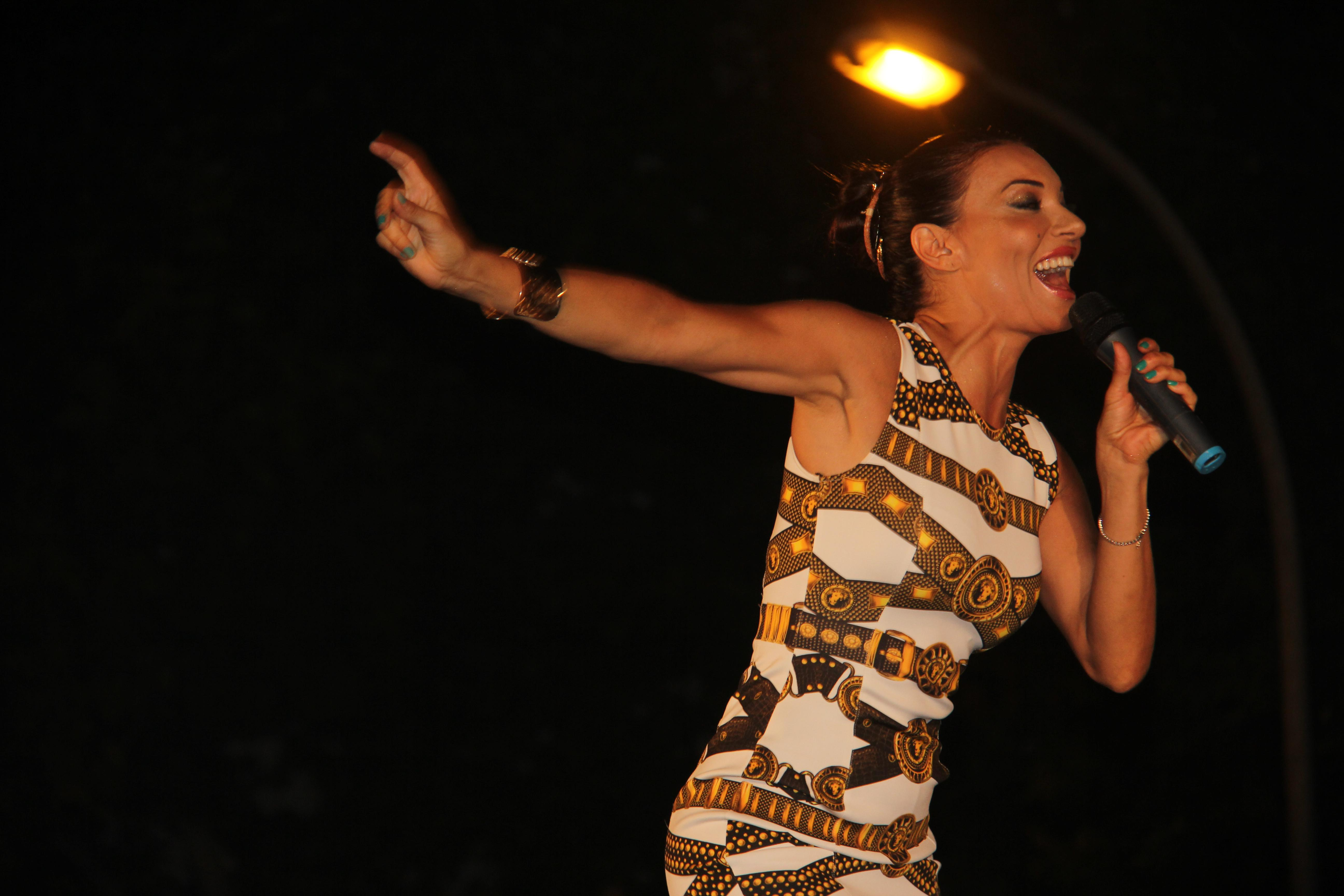
María Abradelo en Torrent, 2015.

## Discografía

### En solitario
- 2001: Mamma Maria.

### Como Abradelo
- 2013: Superstar.
- 2013: Mi cenicienta.